# Cirrhilabrus lubbocki
Cirrhilabrus lubbocki е вид лъчеперка от семейство Labridae.

## Разпространение
Видът е разпространен в Индонезия, Малайзия, Палау, Филипини и Япония.